# Liste des équipes continentales en 2006
Cet article liste les équipes continentales en 2006.

## Liste des équipes

### Équipe africaine
| Code UCI | Nom de l'équipe | Pays           |
| -------- | --------------- | -------------- |
| KON      | Konica Minolta  | Afrique du Sud |

### Équipes américaines
| Code UCI | Nom de l'équipe                                 | Pays       |
| -------- | ----------------------------------------------- | ---------- |
| ADL      | Calyon-Litespeed                                | Canada     |
| SYM      | Symmetrics                                      | Canada     |
| ATO      | Atom                                            | Colombie   |
| AEG      | AEG Toshiba-Jetnetwork                          | États-Unis |
| COL      | Colavita Olive Oil-Sutter Home Wines            | États-Unis |
| JBC      | Jelly Belly                                     | États-Unis |
| OSN      | Kodakgallery.com-Sierra Nevada                  | États-Unis |
| TMN      | Monex                                           | États-Unis |
| NER      | Nerac/OutdoorLights.com                         | États-Unis |
| ABB      | Priority Health                                 | États-Unis |
| RAP      | Rite Aid                                        | États-Unis |
| SLP      | Successfulliving.com-Parkpre                    | États-Unis |
| TTC      | Targetraining                                   | États-Unis |
| JIT      | The Jittery Joe's-Zero Gravity                  | États-Unis |
| TIA      | TIAA-CREF                                       | États-Unis |
| TUT      | Toyota-United                                   | États-Unis |
| VMG      | VMG Racing                                      | États-Unis |
| CCT      | Chivas                                          | Mexique    |
| TUA      | Tecos de la Universidad Autónoma de Guadalajara | Mexique    |
| CAI      | Caico                                           | Porto Rico |

### Équipes asiatiques
| Code UCI | Nom de l'équipe        | Pays           |
| -------- | ---------------------- | -------------- |
| MPC      | Marco Polo             | Chine          |
| PUR      | Purapharm              | Hong Kong      |
| PSN      | Polygon Sweet Nice     | Indonésie      |
| WIT      | Wismilak International | Indonésie      |
| AIS      | Aisan Racing           | Japon          |
| VAN      | Cycle Racing Vang      | Japon          |
| MTR      | Matrix Powertag        | Japon          |
| MYT      | Miyata-Subaru          | Japon          |
| CAP      | Capec                  | Kazakhstan     |
| TPC      | Treo                   | Philippines    |
| GNT      | Giant Asia Racing      | Taipei chinois |

### Équipes européennes
| Code UCI | Nom de l'équipe                                | Pays                 |
| -------- | ---------------------------------------------- | -------------------- |
| HVH      | Heinz von Heiden Hannover                      | Allemagne            |
| TLM      | Lamonta                                        | Allemagne            |
| CTM      | Milram Continental                             | Allemagne            |
| TNB      | Notebooksbilliger.de                           | Allemagne            |
| TRS      | Regiostrom-Senges                              | Allemagne            |
| TSP      | Sparkasse                                      | Allemagne            |
| STV      | Stevens Racing                                 | Allemagne            |
| TET      | Thüringer Energie                              | Allemagne            |
| APO      | Aposport Krone Linz                            | Autriche             |
| PRA      | Plast-Recycling-Austria                        | Autriche             |
| RAD      | RC Arbö Resch & Frisch Wels                    | Autriche             |
| SWI      | Swiag Teka                                     | Autriche             |
| BLV      | Bodysol-Win For Life-Jong Vlaanderen           | Belgique             |
| FID      | Fidea                                          | Belgique             |
| FLA      | Flanders                                       | Belgique             |
| JAR      | Jartazi-7Mobile                                | Belgique             |
| PCO      | Palmans Collstrop                              | Belgique             |
| PBH      | Pictoflex Bikeland Hyundai                     | Belgique             |
| PCW      | Pôle Continental Wallon Bergasol-Euro Millions | Belgique             |
| PZC      | Profel Ziegler Continental                     | Belgique             |
| UBD      | Unibet-Davo                                    | Belgique             |
| ABM      | Yawadoo-Colba-ABM                              | Belgique             |
| CCB      | Club Bourgas                                   | Bulgarie             |
| HEM      | Hemus 1896-Berneschi                           | Bulgarie             |
| TZS      | Tzar Simeon-MBN                                | Bulgarie             |
| DES      | Designa Køkken                                 | Danemark             |
| TPH      | GLS                                            | Danemark             |
| GLU      | Glud & Marstrand Horsens                       | Danemark             |
| VBT      | Vision Bikes                                   | Danemark             |
| GNM      | Grupo Nicolás Mateos                           | Espagne              |
| MAS      | Massi                                          | Espagne              |
| ORB      | Orbea                                          | Espagne              |
| SPI      | Spiuk-Extremadura                              | Espagne              |
| VMC      | Viña Magna-Cropu                               | Espagne              |
| KCT      | Kalev Chocolate                                | Estonie              |
| AUB      | Auber 93                                       | France               |
| BJF      | Bretagne-Jean Floc'h                           | France               |
| PNB      | P-Nívó Betonexpressz 2000 Kft.se               | Hongrie              |
| TMG      | Murphy & Gunn–Newlyn                           | Irlande              |
| SKT      | Sean Kelly ACLVB-M Donnelly                    | Irlande              |
| TUC      | C.B. Immobiliare-Universal Caffé               | Italie               |
| ODL      | OTC Doors-Lauretana                            | Italie               |
| RBR      | Rietumu Bank-Riga                              | Lettonie             |
| CCD      | Continental Differdange                        | Luxembourg           |
| TMB      | Maxbo Bianchi                                  | Norvège              |
| SPA      | Sparebanken Vest                               | Norvège              |
| BEC      | B&E                                            | Pays-Bas             |
| FPT      | Fondas-P3 Transfer                             | Pays-Bas             |
| CJP      | Jo Piels                                       | Pays-Bas             |
| KST      | KrolStone Continental                          | Pays-Bas             |
| LOW      | Löwik Meubelen                                 | Pays-Bas             |
| PCH      | ProComm-Van Hemert                             | Pays-Bas             |
| RB3      | Rabobank Continental                           | Pays-Bas             |
| UBB      | Ubbink-Syntec                                  | Pays-Bas             |
| VVE      | Van Vliet-EBH-Advocaten                        | Pays-Bas             |
| AMO      | Amore & Vita-McDonald's                        | Pologne              |
| SPL      | CCC Polsat                                     | Pologne              |
| DHL      | DHL-Author                                     | Pologne              |
| KNF      | Knauf                                          | Pologne              |
| LEG      | Legia-Bazyliszek                               | Pologne              |
| MBK      | MBK-Cycles-Scout                               | Pologne              |
| NBL      | Nobless                                        | Pologne              |
| ASC      | ASC-Chenco Jeans                               | Portugal             |
| BHL      | Barbot-Halcon                                  | Portugal             |
| CAB      | Carvalhelhos-Boavista                          | Portugal             |
| DUJ      | Duja-Tavira                                    | Portugal             |
| IMO      | Imoholding-Loulé Jardim Hotel                  | Portugal             |
| LAL      | LA Aluminios-Liberty Seguros                   | Portugal             |
| MAD      | Madeinox-Bric-AR Canelas                       | Portugal             |
| MAI      | Maia-Milaneza                                  | Portugal             |
| PRM      | Paredes Rota dos Móveis-Beira Tâmega           | Portugal             |
| RBA      | Riberalves-Alcobaça                            | Portugal             |
| ASP      | AC Sparta Praha                                | Tchéquie             |
| ADP      | ASC Dukla Praha                                | Tchéquie             |
| TDL      | Dukla Liberec                                  | Tchéquie             |
| PSK      | PSK Whirlpool Hradec Krlove                    | Tchéquie             |
| PVC      | Agisko-Viner-Cycling.tv                        | Royaume-Uni          |
| DFL      | DFL-Cyclingnews-Litespeed                      | Royaume-Uni          |
| RCY      | Recycling.co.uk                                | Royaume-Uni          |
| ODM      | Omnibike Dynamo Moscou                         | Russie               |
| PRE      | Premier                                        | Russie               |
| KOF      | Tinkoff Restaurants                            | Russie               |
| END      | Endeka                                         | Serbie-et-Monténégro |
| DUK      | Dukla Trenčín                                  | Slovaquie            |
| ADR      | Adria Mobil                                    | Slovénie             |
| PER      | Perutnina Ptuj                                 | Slovénie             |
| RAR      | Radenska Powerbar                              | Slovénie             |
| SAK      | Sava                                           | Slovénie             |
| HAD      | Hadimec                                        | Suisse               |

### Équipes océaniennes
| Code UCI | Nom de l'équipe        | Pays      |
| -------- | ---------------------- | --------- |
| DPC      | Drapac                 | Australie |
| FRF      | FRF Couriers-Excelpro  | Australie |
| SLV      | Savings & Loans        | Australie |
| SAI      | Southaustralia.com-AIS | Australie |